# Oropallene dimorpha
Oropallene dimorpha är en havsspindelart som beskrevs av Hoek, P.P.C. 1898. Oropallene dimorpha ingår i släktet Oropallene och familjen Callipallenidae. Inga underarter finns listade i Catalogue of Life.